# NHTV布雷达应用科技大学
51°33′46″N 05°02′31″E / 51.56278°N 5.04194°E
NHTV布雷达应用科技大学（荷蘭語：NHTV internationaal hoger onderwijs Breda），成立于1966年，坐落于荷兰西南部城市布雷达，以旅游学科见长。这所大学现有员工650人，学生总数为7700人，其中近13%为来自全世界60个不同国家的国际学生。

## 历史
1966年，职业大学荷兰旅游学院（NWIT）正式成立于布雷达。它主要提供旅游和休闲专业的学士课程，并在这一领域一直保持领先水平，目前仍是世界上最知名的旅游和休闲业教育机构之一。 1987年，NWIT与1972年创建的蒂尔堡交通学院（VAT）合并，组建成旅游和运输国家学院（NHTV）。在此之后，NHTV在课程品質和学生数量上都有长足的发展，并且越来越注重学校的国际化发展。2001年，学校正式更名为NHTV布雷达大学， NHTV不再是学校的缩写，而被纳入学校的官方名称。 2008年，荷兰的应用科技大学官方（HBO）正式将NHTV布雷达列入荷兰应用科技大学之列，并授予它提供本科，硕士学位（不包括博士学位）。围绕其办学宗旨，NHTV布雷达大学也逐渐创办了其他专业和学科，不断壮大。

## 专业设置
本科：
NHTV布雷达应用技术大学本科共有六个专业方向，分别是： 

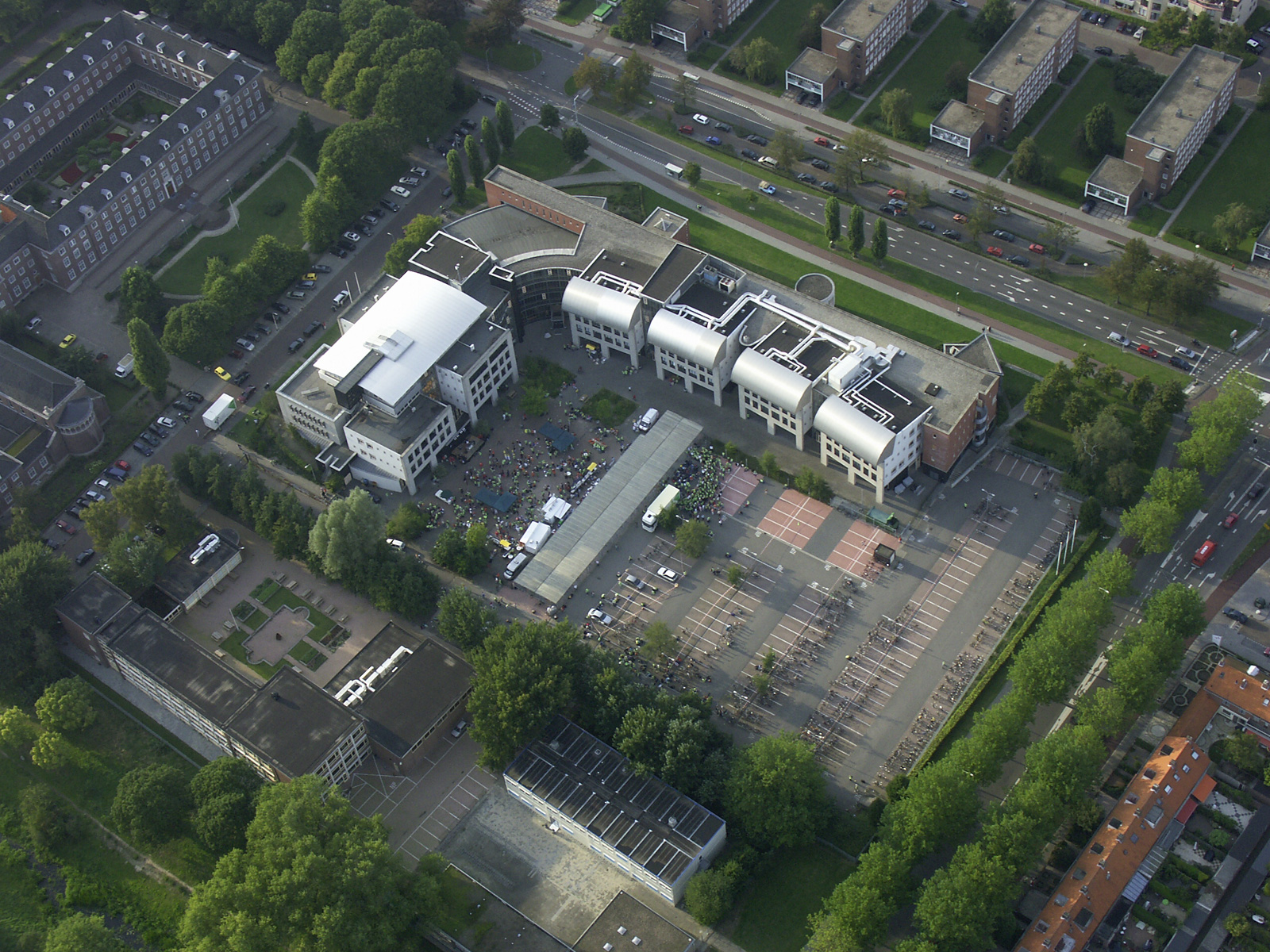
校园俯视图

- 游戏设计
- 旅游与休闲业
- 酒店管理

- 物流
- 设施管理和环境规划。
硕士项目有四个方向：
- 游戏技术
- 梦幻工程（迪士尼项目）
- 媒体创新
- 旅游目的地管理

## 国际交流
NHTV布雷达大学非常注重与国际学校和学者之间的合作。他与欧洲及美国大学都有交流课程，为学生提供国家化的学习平台，不断提升专业领域的研究。NHTV布雷达大学还与中国复旦大学，对外经济贸易大学，香港理工大学及上海师范大学签订协议，成为友好合作伙伴。